# Cercyon integer
Cercyon integer är en skalbaggsart som beskrevs av Sharp 1882. Cercyon integer ingår i släktet Cercyon och familjen palpbaggar. Inga underarter finns listade i Catalogue of Life.